# Dendrocnide excelsa
Dendrocnide excelsa là loài thực vật có hoa trong họ Tầm ma. Loài này được (Wedd.) Chew mô tả khoa học đầu tiên năm 1965.

## Gai độc
Các sợi lông của cây tồn tại trên tất cả các bộ phận trên không và có thể gây ra phản ứng nghiêm trọng khi tiếp xúc với da người, vì vậy nó là mối nguy hiểm cho gia súc, du khách và người cắm trại. Mặc dù vậy, loài cây vẫn là một thành viên quan trọng trong hệ sinh thái của các khu rừng phía đông Australia. Việc đau nhức do chạm vào lông lá được coi là nghiêm trọng hơn Dendrocnide photinophylla, nhưng không nghiêm trọng bằng lông lá độc của Dendrocnide moroides được tìm thấy ở nhện và ốc nón.

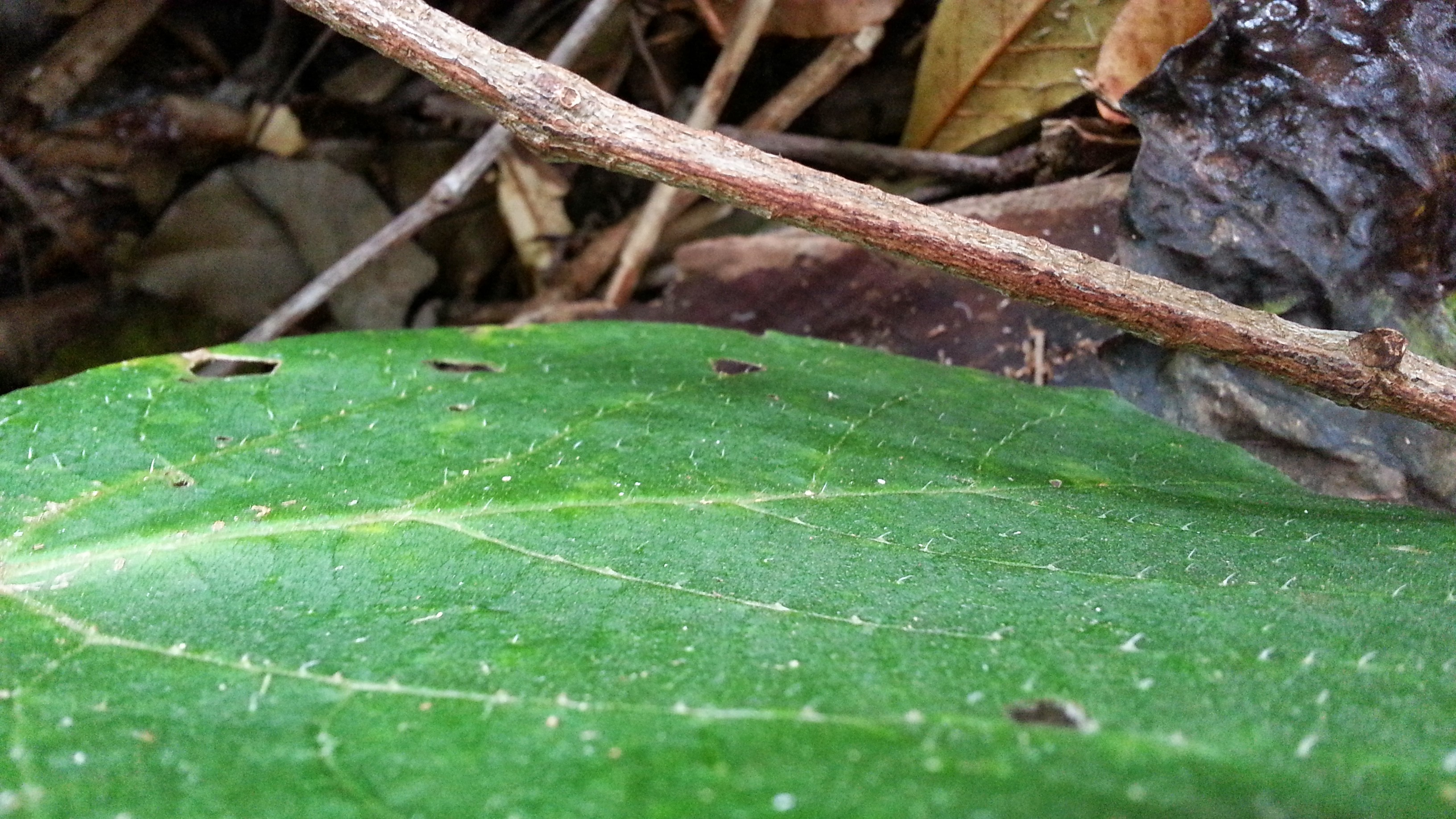
Mặt lá với lông độc.

Phó giáo sư Irina Vetter của Đại học Queensland giả định rằng cơn đau lâu dài do gympietides có thể là do những thay đổi vĩnh viễn trong các kênh natri trong tế bào thần kinh cảm giác.
Nơi va chạm lông của lá có thể bị đau kéo dài trong một hoặc hai giờ. Tuy nhiên, tình trạng đau nghiêm trọng có thể kéo dài hàng tháng. Cách sơ cứu cho vết đau do chạm phải lông lá là lấy lông dính vào da bằng băng sáp tẩy lông rồi giật mạnh để loại bỏ lông của lá. Vết đau do chạm lông lá của Dendrocnide đã được biết là có thể giết chết những con chó và ngựa đã chạm vào chúng.
Marina Hurley, một nhà nghiên cứu hàng đầu về loài cây này, nhận thấy rằng ngay cả những chiếc găng tay kín cũng không bảo vệ cô khỏi vết đau khi nghiên cứu loài cây này.